# Aguie
Aguie este o comună urbană din departamentul Aguie, regiunea Maradi, Niger, cu o populație de 101.957 de locuitori (2001).